# 과피

과피(果皮, pericarp) 또는 열매껍질은 식물 과실의 구성 요소 가운데 꽃의 자방벽을 구성하는 심피에서 유래한 열매의 껍질 부분을 가리킨다.

## 개요
과피는 외부로부터 과일 종자를 보호하는 역할을 한다. 과피는 외과피(epicarp), 중과피(mesocarp), 내과피(endocarp)의 3개로 구분되어 있는데, 최표층을 외과피, 최내층을 내과피, 외과피와 내과피 중간에 위치하는 층을 중과피라고 부른다. 일반적으로 과일 껍질의 중간층인 중과피가 과육이 되지만, 과육이 반드시 중과피에서만 유래하는 것은 아니다.

## 같이 보기
- 과육
- 과즙
- 종자